# Anurogryllus brevicaudatus
Anurogryllus brevicaudatus är en insektsart som beskrevs av Henri Saussure 1877. Anurogryllus brevicaudatus ingår i släktet Anurogryllus och familjen syrsor. Inga underarter finns listade i Catalogue of Life.